# Bank Polska Kasa Opieki
Bank Pekao (полное название: Bank Polska Kasa Opieki Spółka Akcyjna) — коммерческий банк Польши. В 2019 году банк занимал 2-е место по объёму активов среди банков Польши. С 1999 по 2017 гг. входил в банковскую группу UniCredit.

## История
Банк был основан 17 марта 1929 года. Банк был создан для обслуживания польских эмигрантов. 29 октября того же года Окружной суд в Варшаве внёс банк Pekao в реестр коммерческих организаций. Акционерами банка стали Pocztowa Kasa Oszczędności, Bank Gospodarstwa Krajowego и Państwowy Bank Rolny. До начала Второй мировой войны банк открыл отделения во Франции, Аргентине, Тель-Авиве и США. В годы войны банк не понёс существенных материальных потерь.
После войны банк возобновил свою деятельность в полном объёме. В 1969 году Казначейство завладело контрольным пакетом акций банка. Powszechna Kasa Oszczędności остался миноритарным акционером банка. С 1971 года правительство разрешило гражданам иметь счета в иностранной валюте и банк стал специализироваться на обслуживании счетов населения в иностранной валюте.
С возвращением к рыночной экономике в 1989 году банк стал развиваться как универсальный банк, начал предлагать розничные, корпоративные и инвестиционные банковские услуги. Кроме того, банком был создан первый в послевоенной Польше брокерский дом, который начал свою деятельность на фондовом рынке 1 марта 1991 года. Bank Pekao первым из банков Польши вышел на рынок платёжных карт.
В 1996 году решением правительства была создана банковская группа Pekao, в которую вошли Bank Depozytowo-Kredytowy в Люблине, Pomorski Bank Kredytowy в Щецине и Powszechny Bank Gospodarczy в Лодзи. В 1997 году у банка появился новый логотип в виде стилизованного зубра.
Приватизация банка Pekao началась в июне 1998 года, когда Министерство финансов произвело публичное размещение 15% акций банка. 30 июня 1998 года банк вышел на Варшавскую фондовую биржу. В середине 1998 года акционером банка стал Европейский банк реконструкции и развития, который осуществил новый выпуск акций на сумму 100 млн долларов, или 5,29 % от капитала.
С 3 августа 1999 года Pekao стал членом международной банковской группы UniCredito Italiano. В результате тендера, проведённого Министерством финансов, 52,09 % акций банка были проданы итало-германскому консорциуму UniCredito Italiano и Allianz.
В 2005 году произошло слияние UniCredit с HypoVereinsbank, который держал контрольный пакет акций банка BPH. В 2006 году UniCredit было принято решение о слиянии BPH и Pekao. Правительство Польши препятствовало слиянию банков и созданию крупнейшего банка в стране. 19 апреля 2006 года польское правительство подписало соглашение с UniCredit о слиянии на определённых условиях: 200 филиалов банка BPH из 485 были проданы другим банкам.
В декабре 2016 года UniCredit продал свой пакет акций Pekao государственным компаниям «Польский фонд развития» (польск. Polski Fundusz Rozwoju, PFR) и PZU.

## Председатели
- Мариан Кантон (июнь 1989 — август 1996)[5]
- Анджей Дорош[пол.] (30 август 1996 — 4 февраль 1998)[6][7]
- Мария Паслё-Висьневская[пол.] (26 февраля 1998 — 30 сентября 2003)[8]
- Ян Белецкий (1 октября 2003 — 10 января 2010)[9]
- Алицья Корнасевич[пол.] (11 января 2010 — 30 апреля 2011)[10]
- Луиджи Ловаджлио (1 мая 2011 — 14 июня 2017)[11]
- Михал Крупиньский (14 июня — 29 ноября 2019)
- Марек Люштын (29 ноября 2019 — 21 апреля 2020)
- Лешек Скиба (с 21 апреля 2020)